# Universitat East Central
La Universitat East Central (ECU o East Central) és una universitat pública a Ada, Oklahoma. Forma part de Sistema Universitari Regional d'Oklahoma. A més del campus central d'Ada, la universitat també ofereix cursos a McAlester, Shawnee i Durant així com per internet. Va ser fundada com a East Central State Normal School l'any 1909, el nom actual va ser adoptat l'any 1985.
La ECU està aproximadament a 140 quilòmetres (90 milles) d'Oklahoma City, a 185 quilòmetres (115 milles) de Tulsa i a 240 quilòmetres (150 milles) de Dallas. El campus consta de 37 edificis repartits en una superfície total de 55 hectàrees (135 acres); la universitat té una mitjana de 3.500 estudiants per semestre, provinents de més de 30 països i 25 estats.